# Hermann Staiger
Hermann Staiger, nemški častnik, vojaški pilot in letalski as, * 6. april, 1915,  Tennenbronn, † 22. junij 1964, Freiburg.

## Življenjepis
Hermann Staiger je na začetku druge svetovne vojne služil pri 1./JG 20. Svojo prvo zračno zmago je dosegel nad britanskim lovcem Supermarine Spitfire 31. maja 1940. Po tem, ko je bila 4. julija 1940 1./JG 20 preformirana v 7./JG 51 je Staiger v njej služil med bitko za Britanijo. Med to bitko je dosegel še osem zračnih zmag, 25 avgusta 1940 pa je postal njen Staffelkapitän.
Na tem položaju je bil tudi ob invaziji na Sovjetsko zvezo in je med operacijo Barbarossa 22. junija 1940 sestrelil tri sovjetske lahke bombnike Iljušin DB-7. Dodatna štiri sovražna letala je sestrelil 30. junija, nato pa ga je 13. julija 1941 na bojni nalogi sestrelila sovjetska protiletalska obramba. Pri tem je bil Staiger v svojem Messerschmittu Bf 109 F-2 (W. Nr. 8083) težko ranjen. 
Nadporočnik Staiger je bil za 26 zračnih zmag in številne lovsko-bombniške naloge 16. julija 1941 odlikovan z Viteškim križem. Zaradi ran, dobljenih v boju je bil umaknjen z bojišča in poslan v zaledje, kjer je med okrevanjem opravljal naloge inštruktorja za lovsko letenje. 5. julija je postal Staffelkapitän 12./JG 26, ki je deloval iz baz ob Rokavskem prelivu. 
Tu se je prvič srečal z ameriškimi težkimi bombniki. Konec julija 1943 je med ameriškimi bombniškimi napadi na nemška mesta v enem tednu sestrelil pet štirimotornih težkih bombnikov Boeing B-17. 10. oktobra je pri Münstru sestrelil še en tak bombnik, a ga je pri tem ranila bombnikova protiletalska obramba. Svojega poškodovanega Bf 106 G-6 (W. Nr. 15920) »Modri 2« je bil prisiljen zasilno pristati v bližini Dorstna in se pri tem še dodatno poškodoval. Za 34 zmag je bil 29. oktobra 1943 odlikovan z Nemškim križem v zlatu.
8. marca 1944 je ob odsotnosti ranjenega stotnika Klausa Mietuscha začasno prevzel poveljstvo nad III./JG 26. Najuspešnejša Staigerjeva bojna naloga je bila 24. aprila 1944, ko je vodil III./JG 54 v napadu na 108 ameriških »letečih trdnjav«, ki so bile na poti bombradirati nemško mesto Oberpfaffenhofen. V spopadu, ki je sledil je Staiger sestrelil tri bombnike in dva spremljevalna lovca. 
15. maja je napredoval v čin stotnika in postal Gruppenkommandeur I./JG 26. 1. avgusta 1944 je postal Gruppenkommandeur II./JG 1, 12. januarja 1945 pa Gruppenkommandeur II./JG 7, ki je bila opremljena z reaktivnimi lovci Messerschmitt Me 262. Staiger je vojno preživel in je umrl 22. junija 1964 v Freiburgu.
Hermann Staiger je med drugo svetovno vojno dosegel skupno 63 zračnih zmag, od katerih jih je 49 dosegel nad zahodnim, 14 pa nad vzhodnim bojiščem. Med njegovimi žrtvami je bilo 26 težkih štirimotornih bobmnikov. 

## Odlikovanja
- Viteški križ železnega križca (16. julij 1941)
- Nemški križ v zlatu (29. oktober 1943)